# リブレ (企業)
株式会社リブレ（英: libre inc.）は、日本の出版社。株式会社アニメイトの子会社。

## 略歴
ビブロスが2006年4月に倒産した際、ボーイズラブ関連出版事業を継承するために、アニメイトグループのアニメイト、およびムービック、フロンティアワークスの3社共同出資により5月8日にリブレ出版株式会社として発足した。なお、登記上は「平成12年12月28日設立、平成18年5月1日にリブレ出版株式会社として商号変更登記」とされている。
発足した年の6月7日にはビブロスが発行していた雑誌『マガジンBE×BOY』7月号が移管後初めて発行され、続けて他のボーイズラブ系出版物も順次発行された。
2016年5月8日、現商号に変更した。
2020年4月1日、株式会社ZITTOの電子・書籍出版事業（セ・キララ編集部）を継承。
2023年12月15日、セ・キララ文庫事業及びハレルコミックス事業を株式会社セ・キララに譲渡し、同日株式会社セ・キララの全株式を株式会社ライドオンに譲渡。

## 雑誌
- MAGAZINE BE×BOY〈マガジンビーボーイ〉（2006年6月7日復刊、毎月6日発売）
- BE・BOY GOLD〈ビーボーイゴールド〉（2006年6月28日復刊、偶数月28発売）

### 過去に発行していた雑誌
- JUNK!BOY（2008年復刊-2015年、MAGAZINE BE×BOY増刊）[8]
- クロフネZERO（2008年-2012年、BE・BOY GOLD増刊）[9]
- 小説b-BOY（2006年6月14日復刊-2022年、BE・BOY GOLD増刊）

## デジタルコミック誌・アンソロジー
- 秒で分かるBL
- ショコラブ（2017年 - ）
- バニラブ

過去に定期配信していたデジタルコミック誌・アンソロジー
- b-BOYらぶ
- b-boyキューブ
- b-boyオメガバース
- 乙蜜マンゴスチン ※ティーンズラブアンソロジー

## WEBコミック
すべてコミック総合Webサイト「pixivコミック」内で運営されていて、レベニューシェアされている。
- ビーボーイP!
- ピクリブ[10]
- クロフネ
- くろふねピクシブ
- ゆるよん

## 書籍・コミックス
- ビーボーイコミックス
- ビーボーイコミックスDX
- スーパービーボーイコミックス
- ビーボーイノベルズ
- ビーボーイスラッシュノベルズ
- 秒で分かるBL
- b-boyオメガバース comics
- X-BL ※18禁BLレーベル
- 乙蜜ミルキィ文庫
- クロフネCOMICS
- クロフネCOMICS くろふねピクシブシリーズ
- クロフネCOMICS クロフネ×LINEマンガシリーズ
- クロフネDELUXE
- バニラブCOMICS
- ショコラブCOMICS

### 過去のレーベル
- ゼロコミックス
- シトロンコミックス
- ゆるよんコミックス
- セ・キララコミックス ※ZITTOから移管

### 電子書籍
- e乙蜜コミックス

#### 過去のレーベル
- セキララ文庫 ※ZITTOから移管
- ハレルコミックス[11]
- 4コマン！ ※ZITTOから移管
- うぶcomi ※ZITTOから移管
- ちゅっちゅ◆ぼーいず ※ZITTOから移管

### CD・DVDレーベル
- Cue Egg Label〈キューエッグレーベル〉 ※ボーイズラブドラマCDレーベル
- Melty Drop ※乙女系CDレーベル

## アイドルプロジェクト

### モザチュン
モザチュンは2017年開始のTSFアイドルプロジェクト。

#### Aste*Rhythm / モザチュン
昼はガールズアイドルグループ『Aste*Rhythm』、夜はボーイズアイドルグループ『モザチュン』として活動する。
メンバーは以下の通り:
- 星名真幸（CV: 齊藤智也）[12]
- 伏見勇利（CV: 根塚良）[12]
- 三咲なつめ（CV: 山本智哉）[12]
- 高崎伊織（CV：河本啓佑）[12]
- 明羽貴彦（CV：生田鷹司）[12]

#### メディア展開
- 漫画
  - 『真夜中アイドル！モザチュン―モザコミ―』[12][14]（ゆるよんコミックス） ISBN 978-4799737446
- 音楽
  - 『真夜中アイドル!モザチュン VOL.1 モザイク・スターズ』[15]
  - 『真夜中アイドル! モザチュン VOL.2 君へ繋がるメロディ』[15]
  - 『真夜中アイドル! モザチュン VOL.3 Monochrome Desire』[15]
  - 『真夜中アイドル!モザチュン Hi Fi Five』[15]
  - 『ギルティ×ギルティ×ギルティ』[15]
- ゲーム
  - 『真夜中アイドル！ モザチュン 5★CHAIN』（2018年7月31日配信）[13]

## 不祥事

### 無断改変掲載問題
2015年10月9日に発売された『特濃b-BOY(1)調教特集』において、はらだによる同人誌を無断で改題・改変して掲載したことが判明した。
はらだが寄稿した覚えのない同誌の発行予告に自身の名前が掲載されていたことから、編集部に問い合わせたところ問題が発覚したもので、担当編集者がはらだに対して正式な執筆依頼がなされておらず、編集部に虚偽の報告を行っていたほか、はらだが無断掲載について問い合わせて以降も担当編集者ははらだに対し虚偽の報告を行ったことも判明した。
これを受けて、当該誌の回収および購入者への返金を行うほか、担当編集者の懲戒解雇、社長の減俸やコンテンツ制作事業部部長などの減俸・降格といった処分、編集部の管理体制の見直しや作家への担当編集者以外のスタッフへの問い合わせができる体制の検討を行うとしている。